# Castillo de la Costurera

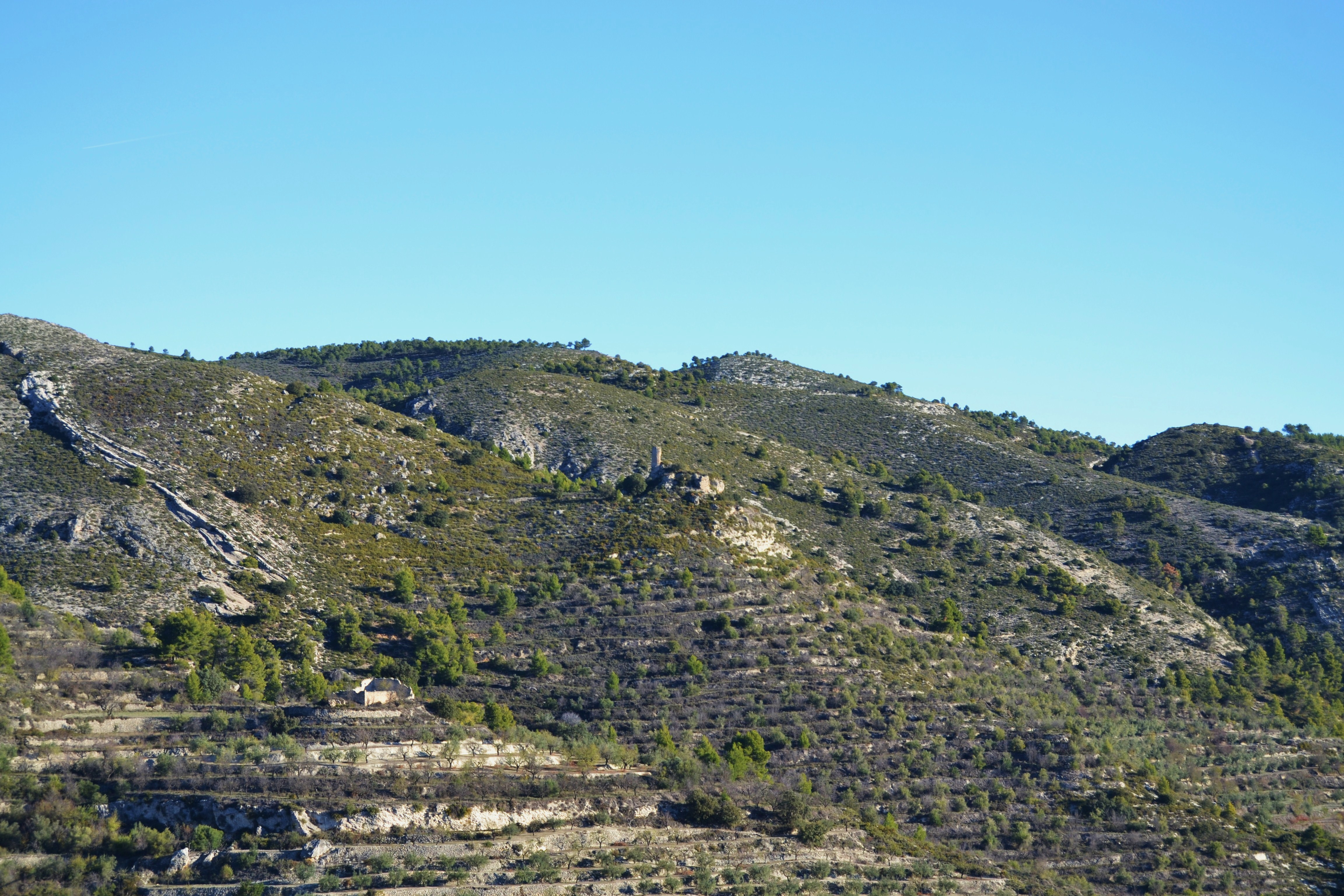
Vista lejana

El castillo de la Costurera situado en el término municipal de Balones en la provincia de Alicante es una fortaleza de origen musulmán con posteriores reformas cristianas, construida sobre el cerro que le da su nombre, a una altitud de 750 m.

## Descripción
Se trata de una fortaleza de planta irregular adaptada a la topografía, de la que quedan algunos restos de muralla construida con tapial y mampostería.
Entre los restos existentes destacan dos torres situadas al norte, una cúbica de origen árabe y una semicilíndrica adosada a la muralla de origen cristiano.